# Nazionale maschile di rugby a 15 della Scozia
La nazionale di rugby a 15 scozzese (in inglese Scotland national rugby union team; scots Scotland naitional rugby union team; in gaelico scozzese Sgioba nàiseanta rugbaidh na h-Alba) è la selezione che rappresenta la Scozia nel rugby a 15 internazionale sotto la giurisdizione della Scottish Rugby Union. Ogni anno partecipa al Sei Nazioni e finora ha preso parte a tutte le Coppe del Mondo di rugby disputate.
Il debutto della nazionale scozzese risale al 1871, con la vittoria contro l'Inghilterra nella partita giocata a Raeburn Place. La Scozia partecipa al Sei Nazioni sin dal primo torneo inaugurale del 1883, quando allora si chiamava Home Nations Championship e veniva conteso fra le tre nazionali britanniche più l'Irlanda. In totale ha vinto 22 volte questa competizione, nelle varie denominazioni che si sono susseguite, 8 delle quali ex-æquo. Il miglior risultato ottenuto alla Coppa del Mondo risale al quarto posto raggiunto nel 1991.
La Scozia ha una forte rivalità con la nazionale dell'Inghilterra, contro la quale ogni anno compete per la Calcutta Cup nell'ambito del Sei Nazioni.

## Storia

### Debutto e prime competizioni tra britannici

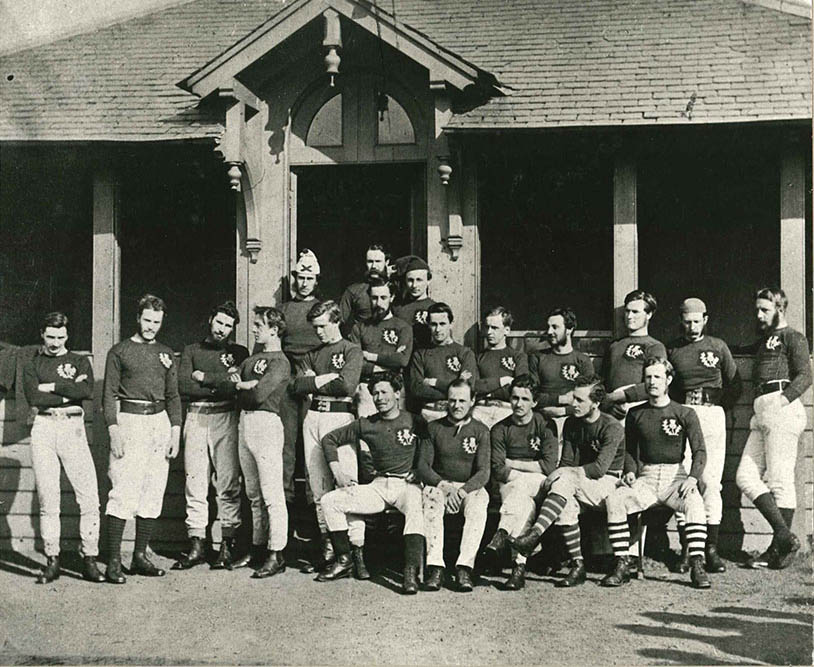
La nazionale scozzese del 1871.

Il primo incontro internazionale della Scozia si giocò contro l'Inghilterra la domenica del 27 marzo 1871. Questa non fu solamente la prima partita della Scozia, ma anche il primo incontro internazionale di rugby mai giocato. La partita fu giocata a Raeburn Place, nella città di Edimburgo in Scozia, e i padroni di casa vinsero 4-1 davanti a 4.000 spettatori. La partita venne giocata a Raeburn Place, che era uno stadio di cricket, in quanto all'epoca la federazione scozzese non possedeva ancora uno stadio adatto ad ospitare una partita internazionale. Le squadre erano formate da venti giocatori e la partita era composta da due tempi di cinquanta minuti ciascuno. Gli scozzesi vinsero la partita con due mete realizzate e una trasformazione, mentre gli inglesi realizzarono solo una meta.

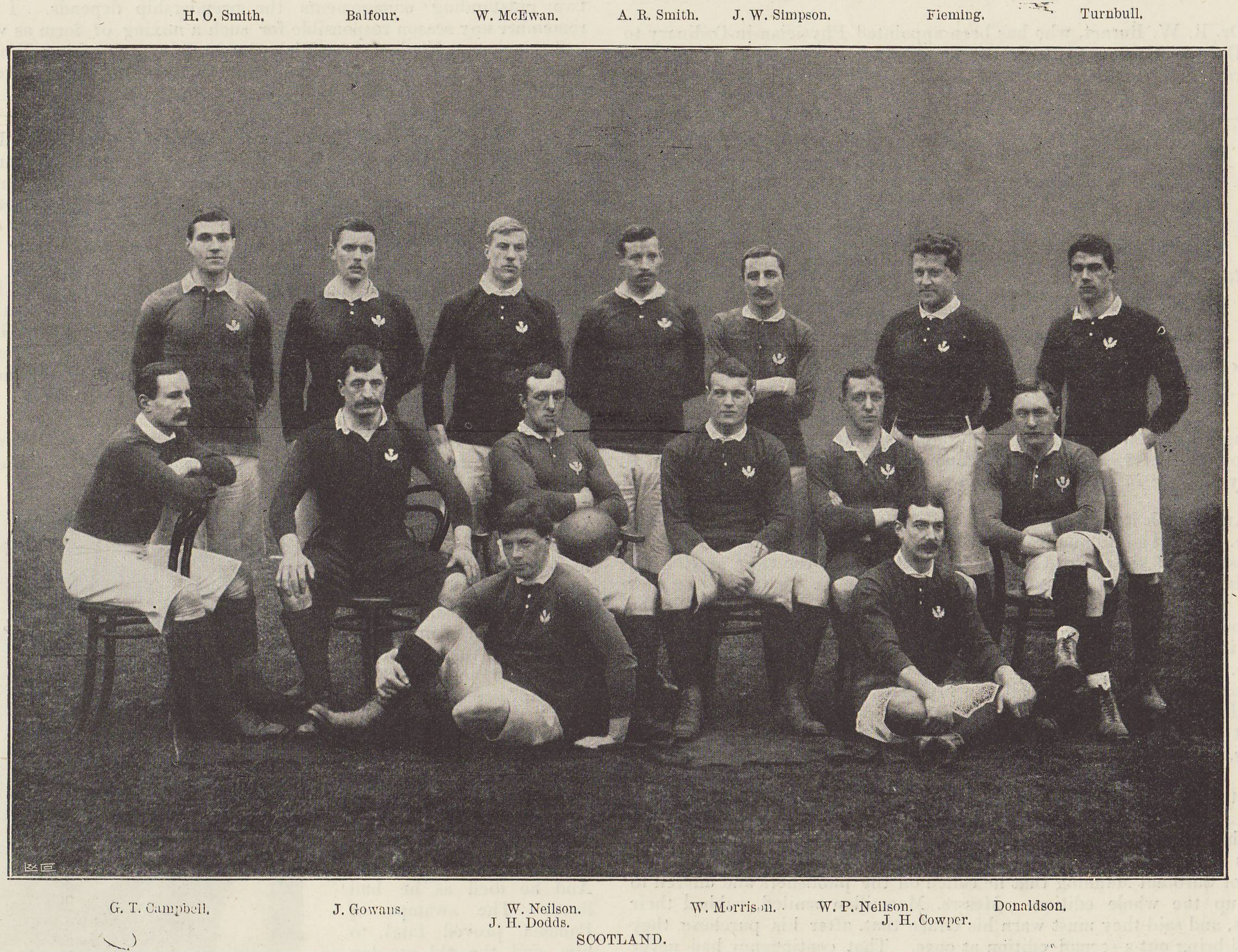
La nazionale scozzese del 1896.

La rivincita tra Scozia e Inghilterra si giocò all'Oval di Londra. L'Inghilterra vinse la partita 8-3: gli inglesi segnarono tre mete, una trasformazione e un drop; gli scozzesi segnarono un drop. L'incontro successivo tra le due nazionali si svolse all'Hamilton Crescent di Glasgow e terminò in pareggio 0-0. Scozia e Inghilterra si affrontarono nuovamente due anni più tardi, il 23 febbraio 1874, in una partita terminata 3-1 in favore degli inglesi.
L'Irlanda debuttò in ambito internazionale affrontando l'Inghilterra nel 1875. La prima partita tra Irlanda e Scozia si giocò il 19 febbraio 1887 a Belfast e vide gli scozzesi imporsi 20-0. Il Galles debuttò un po' più tardi, nel 1881, affrontando l'Inghilterra. Il primo incontro tra Scozia e Galles si giocò l'8 gennaio 1883, in occasione della prima edizione della Home Championship, con la vittoria scozzese 9-3. Da allora l'Irlanda e le tre Home Nations cominciarono ad affrontarsi disputando fra loro il torneo suddetto.
L'edizione 1884 del torneo fu la prima ad essere disputata in modo completo con tutte le nazionali che affrontarono tra loro una volta, dato che nel 1883 non furono giocate tutte le partite previste. Le edizioni 1885, 1888 e 1889 non si completarono a causa di disaccordi tra le rispettive federazioni. L'Inghilterra fu esclusa dalle edizioni 1888 e 1889 della Home Championship a causa del suo rifiuto a unirsi nella International Rugby Board.
Il primo successo scozzese in questa competizione risale al 1886, con la vittoria a pari merito con l'Inghilterra. L'anno seguente, dopo avere sconfitto Irlanda, Galles e pareggiato 1-1 a Manchester contro l'Inghilterra, arrivò anche la prima vittoria assoluta. Nel 1891 e nel 1895 gli scozzesi conquistarono anche le loro prime due Triple Crown.

### Periodo favorevole e nuovi avversari

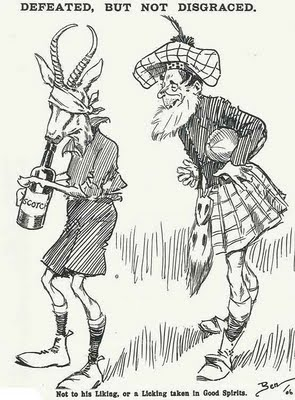
Vignetta realizzata dopo la partita Scozia-Sudafrica del 1906.

Il primo decennio degli anni 1900 fu dominato dal Galles che si impose per sei volte nella Home Championship (una a pari merito con l'Irlanda). In quel periodo la Scozia fu l'unica squadra britannica in grado di contrastare il predominio gallese. Gli scozzesi vinsero la Home Championship 1901 battendo dentro casa 18-8 il Galles e 9-5 l'Irlanda, e vincendo l'ultima gara 18-3 in Inghilterra conquistarono anche la Triple Crown. Nel 1902 la Scozia perse tutte e tre le partite giocate nel torneo.
Nel 1903 e nel 1904 la nazionale scozzese conquistò due trofei consecutivamente; nel 1903 si aggiudicò pure la Triple Crown sconfiggendo a Edimburgo 6-0 il Galles e 3-0 l'Irlanda, prima di andare anche a vincere 10-6 in Inghilterra. L'anno successivo la sconfitta 21-3 a Swansea contro il Galles impedì alla Scozia di ottenere il bis anche con la Triple Crown. Nel 1905 gli scozzesi persero dentro casa contro Galles e Irlanda, ottenendo l'unico risultato positivo vincendo 8-0 in Inghilterra.
Nel 1905 una rappresentativa neozelandese, denominata Originals, si recò in tour in Gran Bretagna. Fu in questa occasione che venne introdotto il soprannome All Blacks per indicare la nazionale della Nuova Zelanda. Gli All Blacks affrontarono la Scozia il 18 novembre 1905 a Inverleith vincendo 12-7, realizzando quattro mete contro una meta e un drop degli scozzesi. Durante questo leggendario tour la Nuova Zelanda perse un solo controverso incontro 3-0 affrontando il Galles.
Nel 1906, dopo una non esaltante prestazione nella Home Championship con una sola vittoria ottenuta contro l'Irlanda, la Scozia affrontò il Sudafrica recatosi in tour in Gran Bretagna e Irlanda. Contro gli scozzesi i sudafricani, che a partire da questo tour divennero noti con l'appellativo Springboks, subirono la loro unica sconfitta ufficiale perdendo 6-0 il 17 novembre a Glasgow.
Nel 1907 la Scozia vinse nuovamente la Home Championship e la Triple Crown. Nel 1910, con l'ingresso della Francia, il torneo divenne il Cinque Nazioni. Dalla nascita del nuovo formato fino allo scoppio della prima guerra mondiale si ebbe il predominio dell'Inghilterra con quattro trofei nell'arco di cinque anni. Il 23 novembre 1912 la Scozia ospitò nuovamente il Sudafrica venendo stavolta sconfitta 16-0.

### Il periodo fra le due guerre
Al termine della prima guerra mondiale, nel 1920 si tornò a disputare il Cinque Nazioni. Quell'anno la Scozia sconfisse Francia, Galles e Irlanda, ma perse l'ultima partita 13-4 a Londra contro l'Inghilterra. Alla fine questa edizione del torneo venne vinta a pari merito da Galles, Scozia e Inghilterra.
Il 21 marzo 1925 venne inaugurato il nuovo stadio di Murrayfield, fatto appositamente costruire dalla federazione scozzese di rugby; in precedenza gli incontri internazionali di rugby venivano disputati a Inverleith. Nel frattempo la Scottish Football Union (SFU) cambiò nome divenendo la Scottish Rugby Union (SRU). Il 1925 è anche l'anno in cui la Scozia conquistò il suo primo Grande Slam al Cinque Nazioni, sconfiggendo 14-11 l'Inghilterra nell'ultima partita del torneo che coincise con l'inaugurazione dello stadio di Murrayfield di fronte a 70.000 spettatori. L'ala Ian Smith fece parte degli Immortals, il nome con cui viene ricordata la formazione scozzese che riuscì a realizzare il primo storico Grande Slam, dando il proprio contributo con otto mete realizzate. La forte linea dei tre quarti scozzese dell'Università di Oxford comprendeva, oltre a Smith, George MacPherson, George Aitken e Johnny Wallace. Ian Smith, oltre ad essere l'attuale miglior realizzatore di mete della Scozia insieme con Tony Stanger, con le otto mete realizzate nell'edizione 1925 detiene anche il maggior numero di mete realizzate in una singola edizione del Cinque Nazioni/Sei Nazioni insieme con l'inglese C.N. Lowe.
Nel 1926 e nel 1927 le uniche sconfitte subite contro l'Irlanda impedirono alla Scozia di realizzare il Grande Slam; durante questi due anni, scozzesi e irlandesi si aggiudicarono il Cinque Nazioni due volte consecutivamente a pari merito. Il 17 dicembre 1927 la nazionale scozzese ospitò l'Australia sconfiggendola 10-8 a Murrayfield. Nel 1929, dopo che l'anno precedente l'Inghilterra realizzò il Grande Slam, la Scozia vinse nuovamente il Cinque Nazioni dopo avere battuto Francia, Irlanda e Inghilterra, cedendo solamente a Swansea 14-7 contro il Galles.
Nel 1932 la Francia venne esclusa dalla competizione europea, venendo accusata di professionismo e di un uso eccessivo di violenza. Si tornò quindi al formato della Home Championship con gli scozzesi che persero tutte le tre partite disputate, oltre ad avere perso in precedenza 6-3 a Murrayfield nel test match contro il Sudafrica. La Scozia si rifece nel 1933 conquistando la Triple Crown dopo avere sconfitto 11-3 il Galles, 3-0 l'Inghilterra e 8-6 l'Irlanda. Il 23 novembre 1935 la Scozia ospitò gli All Blacks recatisi in tour nelle Isole britanniche, venendo sconfitta 18-8. Dopo una serie di prestazioni non esaltanti, culminate con l'ultimo posto a zero punti nella Home Championship 1936, nel 1938 gli scozzesi vinsero la loro seconda Triple Crown nell'arco di cinque anni ed espugnarono Twickenham dopo dodici anni. L'anno successivo fece seguito un altro ultimo posto a zero punti.

### Dopoguerra
Dopo la fine della seconda guerra mondiale, nel 1947 si tornò a disputare il Cinque Nazioni con la riammissione della Francia. Quell'anno il ritorno al rugby giocato si concluse con un bilancio negativo per la Scozia, che perse tutte le partite disputate terminando ultima con zero punti. Negativo anche l'esito del test match giocato il 22 novembre contro l'Australia, con gli scozzesi sconfitti 16-7 dentro casa. Nel 1948 l'Irlanda realizzò il suo primo storico Grande Slam. La Scozia ottenne due vittorie casalinghe (9-8 contro la Francia e 6-3 contro l'Inghilterra) e due sconfitte in trasferta (14-0 contro il Galles e 6-0 contro l'Irlanda). L'anno seguente trionfò nuovamente l'Irlanda e la Scozia vinse ancora due partite perdendone altrettante.
Gli anni 1950 iniziarono con la vittoria scozzese della Calcutta Cup dopo avere sconfitto 13-11 l'Inghilterra a Murrayfield. Nel 1951 la Scozia riuscì a vincere solamente contro il Galles battendolo 19-0 a Murrayfield; perse di misura contro Francia, Irlanda e Inghilterra. Il 24 novembre gli scozzesi vennero pesantemente sconfitti 44-0 dentro casa dal Sudafrica durante il tour in Gran Bretagna e Francia in cui una delle migliori formazioni degli Springboks nella storia realizzò il Grande Slam. L'annata dal 1952 al 1954 fu una tra le più negative del rugby scozzese, con nessuna vittoria ottenuta nell'arco di tre anni a fronte di ben tredici sconfitte consecutive. La Scozia si risollevò nel 1955 con due vittorie casalinghe 14-8 contro il Galles e 12-3 contro l'Irlanda, fu sconfitta 15-0 in Francia e 9-6 a Twickenham contro l'Inghilterra.
Nel 1956 l'unico successo scozzese fu nella prima partita di quell'anno giocata il 14 gennaio a Murrayfield e vinta 12-0 contro la Francia. Le successive tre sconfitte valsero alla Scozia il cucchiaio di legno. L'anno successivo andò un po' meglio, con una vittoria 6-0 a Parigi contro la Francia e il successo casalingo 9-6 contro il Galles. Nel 1958 il bilancio fu di una vittoria, ottenuta a Edimburgo 11-9 contro la Francia, un pareggio casalingo 3-3 contro l'Inghilterra e due sconfitte subite da Galles e Irlanda. Durante un periodo di pausa all'interno del Cinque Nazioni la Scozia ospitò l'Australia sconfiggendola 12-8. Gli anni 1950 si conclusero ripetendo il bilancio del 1958, che però stavolta valse agli scozzesi l'ultimo posto al Cinque Nazioni.

### Anni '60 e '70
Nel 1960 la Scozia si recò in Sudafrica per effettuare il suo primo tour ufficiale; il 30 aprile perse 18-10 a Port Elizabeth contro i padroni di casa. L'anno successivo il Sudafrica affrontò nuovamente gli scozzesi, stavolta a Murrayfield, vincendo 12-5. Al Cinque Nazioni 1962 la sconfitta contro la Francia e il pareggio 3-3 contro l'Inghilterra impedirono alla Scozia di vincere il torneo, con la nazionale scozzese che arrivò seconda distanziata di un punto dai francesi. Il 18 gennaio 1964 la Scozia colse il primo risultato positivo contro la Nuova Zelanda pareggiando 0-0 a Edimburgo. Questa fu un'annata positiva per gli scozzesi, i quali vinsero anche il Cinque Nazioni a pari merito con il Galles sconfiggendo 10-0 la Francia, 6-3 l'Irlanda e 15-6 l'Inghilterra; l'unica sconfitta subita fu proprio contro il Galles 11-3 a Cardiff. Nel 1965 la Scozia non riuscì a ripetere l'esaltante prestazione al Cinque Nazioni, ma in compenso sconfisse il Sudafrica 8-5 nel test match del 17 aprile.
Nel 1966, dopo avere vinto la Calcutta Cup sconfiggendo 6-3 l'Inghilterra a Murrayfield, la Scozia vinse 11-5 contro l'Australia recatasi in tour in Europa. L'anno successivo gli scozzesi ospitarono gli All Blacks venendo sconfitti 14-3. Nel 1968 la Scozia perse tutte le quattro partite del Cinque Nazioni, unica consolazione la vittoria 9-3 contro l'Australia nella partita giocata il 2 novembre a Edimburgo. Gli anni 1960 si conclusero con una sola vittoria contro la Francia e con la vittoria 6-3 contro il Sudafrica a fine anno.
Nel 1970 l'unica vittoria ottenuta dalla Scozia al Cinque Nazioni 14-5 contro l'Inghilterra valse agli scozzesi la Calcutta Cup. Quell'anno gli scozzesi giocarono anche dentro casa contro i Barbarians, perdendo 33-17, e inoltre si recarono in tour in Australia dove furono sconfitti dai Wallabies 23-3. Nel 1971 Bill Dickinson divenne il primo allenatore ufficiale della nazionale scozzese, anche se molti componenti della Scottish Rugby Union, che sostenevano che il rugby dovesse rimanere uno sport amatoriale, propesero per assegnargli l'incarico ufficialmente come "consulente del capitano". Il Cinque Nazioni 1972 non venne portato a termine a causa delle minacce dell'IRA che convinsero Scozia e Galles ad evitare di recarsi in Irlanda. Il 16 dicembre 1972 la Scozia ospitò gli All Blacks contro i quali perse 14-9.
Nel 1973, caso unico nella storia del torneo, tutte le squadre partecipanti al Cinque Nazioni vinsero a pari merito il trofeo; la Scozia vinse dentro casa 10-9 contro il Galles e 19-14 contro l'Irlanda, mentre perse in trasferta 16-13 in Francia e 20-13 in Inghilterra. L'anno successivo la Scozia ottenne altre due vittorie casalinghe, 16-14 contro l'Inghilterra e 19-6 contro la Francia. Stesso bilancio al Cinque Nazioni 1975, con due vittorie casalinghe 20-13 contro l'Irlanda e 12-10 contro il Galles. Durante il tour in Nuova Zelanda del 1975 gli scozzesi persero 24-0 contro gli All Blacks, si rifecero il 6 dicembre sconfiggendo l'Australia 10-3 a Murrayfield. Nel 1977 Nairn McEwan succedette a Dickinson nel ruolo di allenatore della nazionale scozzese, con un bilancio negativo di una sola vittoria ottenuta con lui in panchina. Il 9 dicembre 1978 e il 10 novembre 1979 la Scozia ospitò due volte la Nuova Zelanda perdendo entrambe le partite.

### Periodo d'oro dell'ultimo ventennio
Nel 1980 Jim Telfer venne nominato nuovo allenatore della nazionale scozzese. Al Cinque Nazioni 1981 la Scozia migliorò il proprio bilancio vincendo le due partite casalinghe 15-6 contro il Galles e 10-9 contro l'Irlanda, a fronte delle sconfitte 16-9 in Francia e 23-17 in Inghilterra. Nel mese di giugno la Scozia si recò in tour in Nuova Zelanda subendo due sconfitte 11-4 e 40-15 contro gli All Blacks. Il 26 settembre la Scozia sconfisse 12-6 la Romania a Murrayfield e nell'ultima partita dell'anno vinse anche 24-15 contro l'Australia. Nel 1982 gli scozzesi diedero vita a un'altra buona prestazione al Cinque Nazioni, perdendo solamente una partita 21-12 a Lansdowne Road contro l'Irlanda. In estate la Scozia si recò in tour in Australia cogliendo la prima storica vittoria 12-7 in terra australiana, prima della sconfitta 33-9 nel secondo test match del tour.
Nel 1983 l'unica vittoria 22-12 a Twichenham contro l'Inghilterra valse agli scozzesi la Calcutta Cup. Il 12 novembre dello stesso anno la Scozia ottenne il suo secondo risultato positivo contro la Nuova Zelanda costringendo gli All Blacks al pareggio 25-25 a Murrayfield. Al Cinque Nazioni 1984 la Scozia conquistò il suo secondo Grande Slam dopo cinquantanove anni; seguirono le sconfitte 28-22 in Romania e 37-12 contro l'Australia a Murrayfield. Due anni dopo, nel 1986, gli scozzesi vinsero nuovamente il torneo a pari merito con la Francia grazie a tre vittorie e una sola sconfitta in Galles. Di quella squadra faceva parte un allora giovane Gavin Hastings, l'estremo che in seguito diverrà uno dei migliori giocatori del rugby scozzese. La Coppa del Mondo di rugby 1987, ospitata da Nuova Zelanda e Australia, fu la prima edizione dei mondiali di rugby a 15. La Scozia si trovò nello stesso girone di Francia, Romania e Zimbabwe; dopo il pareggio 20-20 contro i francesi le due successive agevoli vittorie le consentirono l'accesso ai quarti di finale, dove venne eliminata dai futuri campioni del mondo degli All Blacks che vinsero 30-3.
Al Cinque Nazioni 1990, capitanata dal pilone David Sole, la Scozia conquistò il suo terzo Grande Slam. Durante il tour seguente in Nuova Zelanda la nazionale scozzese perse le due partite contro gli All Blacks 31-16 e 21-18. Alla Coppa del Mondo di rugby 1991 la Scozia fu sorteggiata nello stesso girone con Irlanda, Giappone e Zimbabwe. Gli scozzesi vinsero tutti e tre i loro incontri e approdarono ai quarti di finale, dove vinsero 28-6 contro Samoa. In semifinale persero 9-6 contro l'Inghilterra a Murrayfield e alla fine giunsero quarti dopo essere stati battuti 13-6 dalla Nuova Zelanda nella finale per il terzo posto. Nel 1992, dopo avere collezionato al Cinque Nazioni due vittorie contro Irlanda e Francia e due sconfitte contro Inghilterra e Galles, la Scozia si recò in tour in Australia perdendo i due test match giocati contro i Wallabies. Nel 1993 ci fu da registrare la pesante sconfitta casalinga 51-15 contro gli All Blacks. Il 1994 fu un anno negativo per il rugby scozzese, con all'attivo solamente un pareggio 6-6 in Irlanda al Cinque Nazioni. A giugno la Scozia perse di misura 16-15 e 19-17 nelle due partite giocate contro i Pumas durante il tour in Argentina. Il 19 novembre arrivò invece la sconfitta casalinga 34-10 contro il Sudafrica.
Alla Coppa del Mondo di rugby 1995, la terza edizione della competizione iridata, la Scozia si trovò nello stesso girone insieme con Francia, Tonga e Costa d'Avorio. Gli scozzesi vinsero agevolmente contro Costa d'Avorio e Tonga, perdendo solamente 22-19 contro la Francia nell'ultima partita. Guadagnato l'accesso ai quarti di finale, la Scozia venne eliminata dalla Nuova Zelanda che vinse 48-30. Con tre vittorie e una sola sconfitta 18-9 contro l'Inghilterra, la Scozia non riuscì ad aggiudicarsi il Cinque Nazioni 1996 a causa della peggiore differenza punti con gli inglesi, considerato che dal 1993 non divenne più possibile la vittoria a pari merito. Successivamente la nazionale scozzese si recò in tour in Nuova Zelanda venendo sconfitta nelle due partite giocate contro gli All Blacks. Nei test match di fine anno la Scozia ospitò l'Australia perdendo 29-19 e l'Italia che sconfisse 29-22. Nel frattempo si era già entrati nell'era professionistica del rugby.
Il 24 gennaio 1998 la Scozia perse la prima partita ufficiale contro l'Italia, venendo sconfitta 25-11 a Treviso. Dopo avere ottenuto una sola vittoria al Cinque Nazioni, 17-16 contro l'Irlanda, gli scozzesi si recarono in tour nelle Isole Figi e Australia dove persero pesantemente sia la partita con le Figi che le due partite contro i Wallabies. La Scozia vinse il Cinque Nazioni 1999 forte di tre vittorie e una sola sconfitta 24-21 a Twichenham contro l'Inghilterra. Alla Coppa del Mondo di rugby 1999 la nazionale scozzese giocò nello stesso girone di Sudafrica, Uruguay e Spagna; dopo la sconfitta 46-29 contro gli Springboks, le due successive facili vittorie contro uruguaiani e spagnoli consentirono agli scozzesi l'accesso agli spareggi. Con la vittoria 35-20 contro Samoa nella fase di spareggio la Scozia guadagnò l'accesso ai quarti di finale, dove venne sconfitta 30-18 dalla Nuova Zelanda a Murrayfield.

### Gli anni neri del nuovo millennio

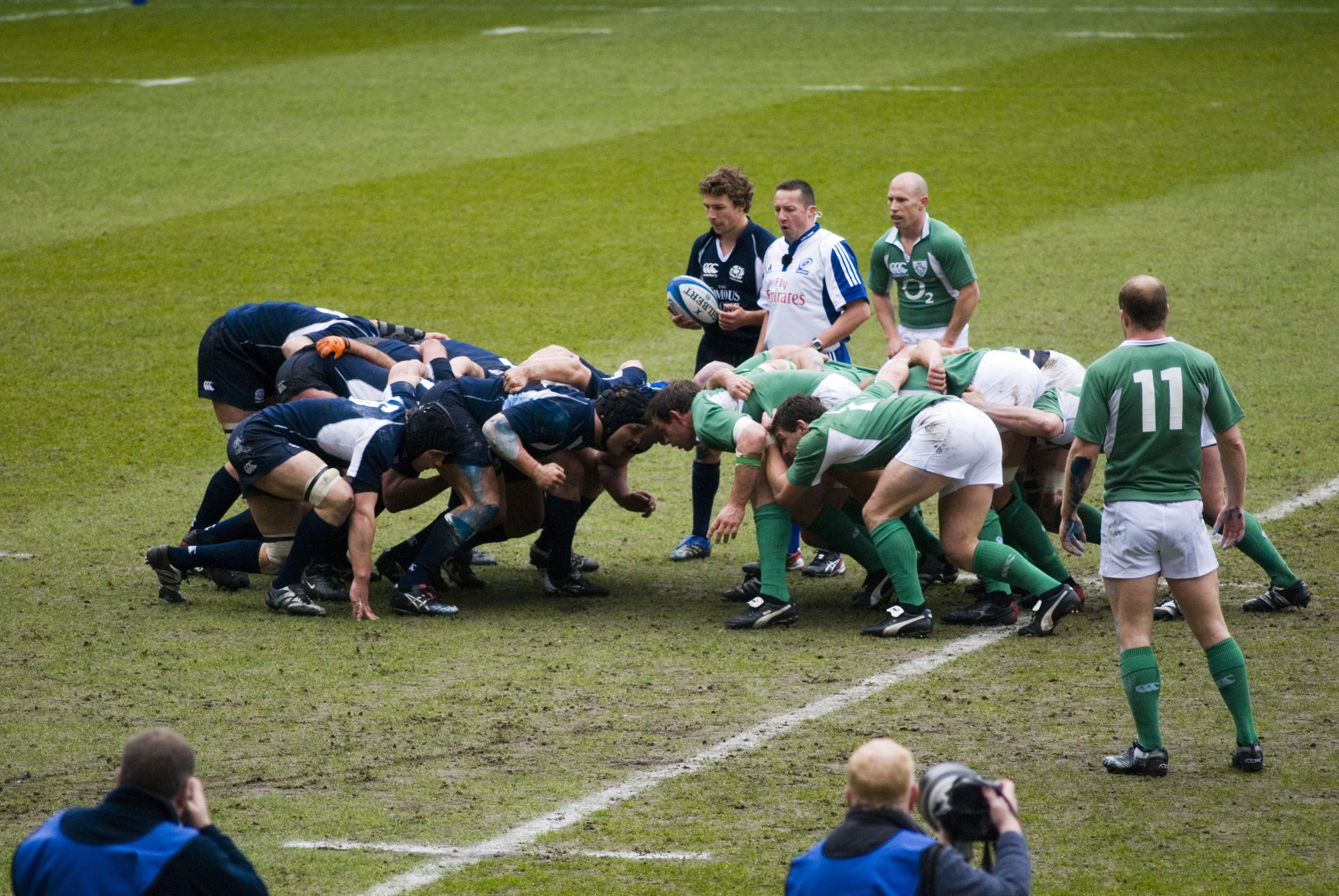
Mischia durante Scozia-Irlanda al Sei Nazioni 2007.

Nel 2000 Ian McGeechan venne nominato allenatore della nazionale scozzese, dopo avere ricoperto lo stesso incarico nel periodo precedente dal 1988 al 1993. Con l'ingresso dell'Italia nella competizione europea il Cinque Nazioni mutò nel Sei Nazioni. La nazionale italiana raccolse la prima vittoria del debutto proprio sconfiggendo la Scozia 34-20 allo Stadio Flaminio. Durante il tour di metà anno in Nuova Zelanda gli scozzesi furono sconfitti 69-20 e 48-14 nelle due partite giocate contro gli All Blacks. Nei test match casalinghi di fine anno le cose andarono un po' meglio, con due vittorie 53-6 contro gli Stati Uniti e 31-8 contro Samoa, e la sconfitta 30-9 contro l'Australia. Nel Sei Nazioni 2001 una epidemia di afta epizootica scoppiata in Gran Bretagna costrinse a posticipare al 22 settembre l'ultima partita della Scozia contro l'Irlanda. Nei consueti test match casalinghi di novembre la Scozia vinse 43-20 contro Tonga ma perse le due successive partite 25-16 contro l'Argentina e 37-6 contro la Nuova Zelanda.
Al Sei Nazioni 2002 il bilancio per la nazionale scozzese fu di due vittorie, 29-12 allo Stadio Flaminio contro l'Italia e 27-22 a Cardiff contro il Galles, e di tre sconfitte. Durante il tour in Canada e Stati Uniti arrivò la clamorosa sconfitta 26-23 contro i canadesi. Andò meglio nei test match autunnali, dove si segnalò la vittoria 21-6 contro il Sudafrica a Murrayfield. Alla Coppa del Mondo di rugby 2003, disputata in Australia, nella fase a gironi la Scozia giocò contro Francia, Stati Uniti, Figi e Giappone. Gli scozzesi vinsero tutte le partite tranne che con la Francia, dalla quale vennero sonoramente sconfitti 51-9. Guadagnato l'accesso ai quarti di finale, la Scozia venne eliminata dall'Australia che vinse 33-16. Nel 2004 la Scozia perse tutte e cinque le partite del Sei Nazioni. A fine anno l'australiano Matt Williams venne nominato nuovo allenatore della nazionale scozzese. Nel tour in Australia e Nuova Zelanda gli scozzesi vinsero 38-3 contro Samoa ma persero nettamente le due partite contro l'Australia. In autunno seguirono due nuove sconfitte contro l'Australia e una contro il Sudafrica, l'unica nota positiva fu la vittoria record 100-8 contro il Giappone.
Nel 2005 l'unica vittoria 18-10 a Murrayfield contro l'Italia evitò alla Scozia il cucchiaio di legno. Al culmine di una serie di deludenti prestazioni Frank Hadden venne nominato nuovo allenatore della nazionale scozzese. Al Sei Nazioni 2006 il bilancio fu di tre vittorie e due sconfitte. Nel tour estivo in Sudafrica seguirono le due sconfitte contro gli Springboks, mentre in autunno si registrarono le vittorie contro Romania e Pacific Islanders e la sconfitta 44-15 contro l'Australia. La Scozia si accinse a disputare la Coppa del Mondo di rugby 2007 dopo avere ottenuto il cucchiaio di legno al Sei Nazioni con una sola vittoria 21-9 contro il Galles e la brutta sconfitta casalinga 37-17 contro l'Italia. Gli scozzesi si trovarono nello stesso girone di Nuova Zelanda, Italia, Romania e Portogallo. La Scozia vinse agevolmente contro Portogallo e Romania perdendo nettamente contro la Nuova Zelanda; l'ultima partita del girone contro l'Italia, decisiva per la qualificazione ai quarti di finale, venne decisa dalla maggiore precisione scozzese ai calci piazzati concessi dall'indisciplina degli Azzurri. Nel turno successivo la Scozia venne eliminata dall'Argentina che vinse 19-13.
Al Sei Nazioni 2008 la Scozia riuscì a vincere solamente contro l'Inghilterra 15-9 a Murrayfield ed evitò il cucchiaio di legno solo per la migliore differenza punti con l'Italia, che allo Stadio Flaminio sconfisse gli scozzesi 23-20 nell'ultima gara in programma. Il bilancio del tour di giugno in Argentina fu di parità: una sconfitta 21-15 contro i Pumas seguita dalla vittoria scozzese 26-14. A novembre la Scozia ospitò gli All Blacks venendo sconfitta 32-6, mentre la partita contro il Sudafrica si dimostrò più equilibrata e finì 14-10 per gli Springboks. L'anno successivo la Scozia vinse solamente una partita al Sei Nazioni, sconfiggendo l'Italia 26-6 a Murrayfield, e l'inglese Andy Robinson venne chiamato a ricoprire il ruolo di nuovo allenatore della nazionale. In autunno si registrarono le vittorie 23-10 contro Figi e 9-8 contro l'Australia, ma nell'ultima partita dell'anno gli scozzesi cedettero dentro casa 9-6 contro l'Argentina. Nel 2010, con la Scozia ancora impegnata ad evitare il cucchiaio di legno ai danni dell'Italia, da segnalare le due vittorie in Argentina a giugno e le vittorie 21-17 contro il Sudafrica e 19-16 contro Samoa nei test match casalinghi di novembre. Il 13 novembre si registrò anche la sconfitta casalinga 49-3 contro la Nuova Zelanda.
Nel 2011, per la prima volta nella sua storia, la Scozia non raggiunse i quarti di finale della Coppa del Mondo, classificandosi al terzo posto dietro Inghilterra e Argentina nella fase a gironi. Dopo un pessimo Sei Nazioni 2012, concluso all'ultimo posto con zero punti, la Scozia si recò in tour in Australasia ottenendo per la prima volta dal 1982 una prestigiosa vittoria in trasferta contro l'Australia con il punteggio 9-6. I test match casalinghi di fine anno furono però ben più deludenti e la sconfitta 21-15 contro Tonga spinse Andy Robinson alle dimissioni. Venne sostituito ad interim dall'australiano Scott Johnson, il quale nel giugno 2014 lasciò il posto al neozelandese Vern Cotter nel frattempo liberatosi dagli obblighi contrattuali con il club del Clermont.

### Ripresa del rugby scozzese
Reduce da un altro Sei Nazioni concluso a zero punti, alla Coppa del Mondo di rugby 2015 la nazionale scozzese riuscì a garantirsi il passaggio ai quarti di finale grazie alle vittorie contro Giappone, Stati Uniti e Samoa, piazzandosi nella fase a gironi al secondo posto dietro il Sudafrica. Gli scozzesi furono vicini all'impresa di sconfiggere i campioni uscenti del Rugby Championship e futuri finalisti dell'Australia, ma un controverso calcio di punizione, fischiato alla scadere del tempo di gioco, li beffò decretando il punteggio finale 35-34 in favore dei Wallabies. Nel 2017 il C.T. Vern Cotter si congeda con tre vittorie ottenute al Sei Nazioni contro Irlanda, Galles e Italia, che rappresentano il miglior risultato ottenuto dalla Scozia in questa competizione a distanza di 11 anni (anche al Sei Nazioni 2006 ci furono tre vittorie scozzesi). A giugno 2017 gli subentrerà in panchina Gregor Townsend.

## Emblema e inno

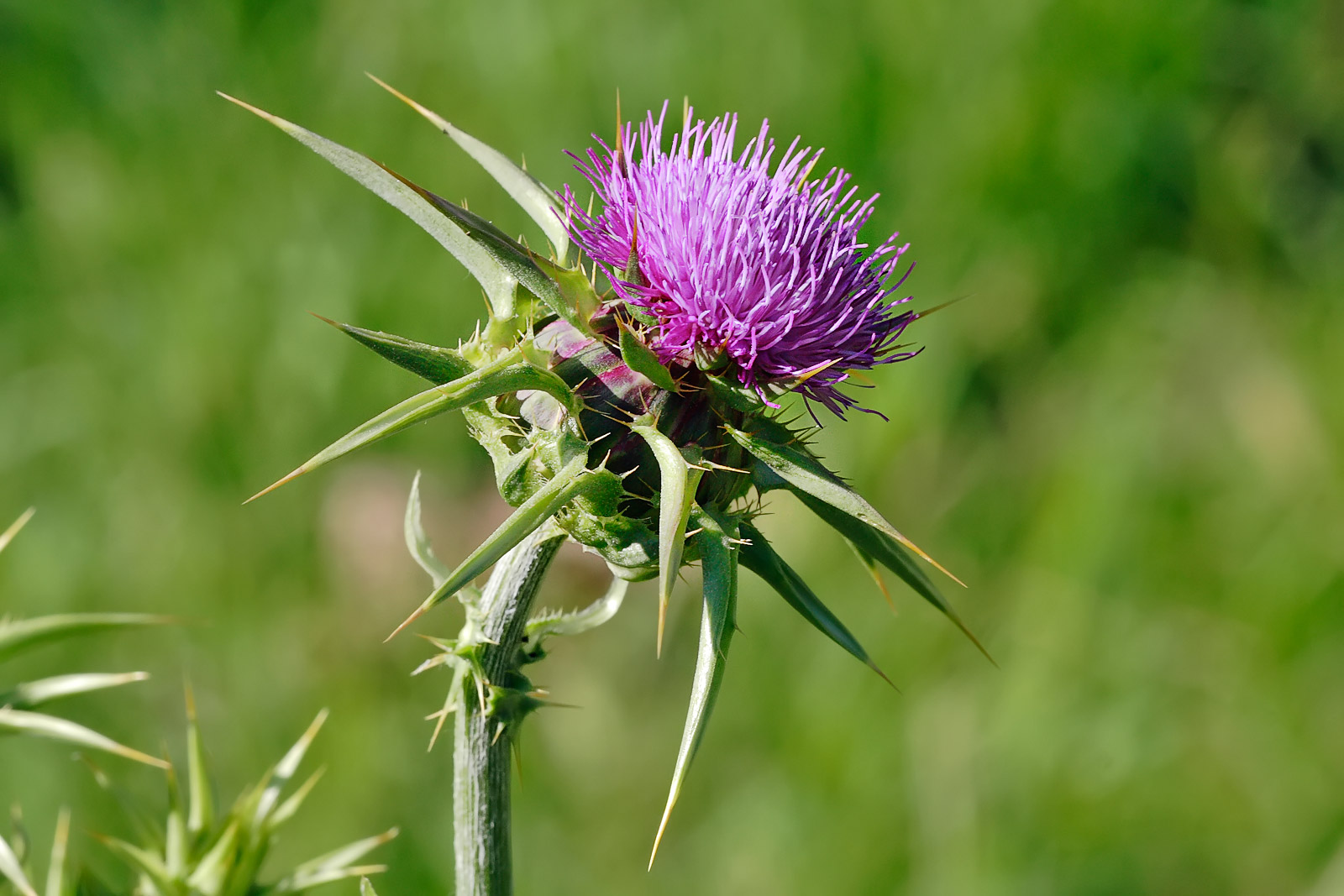
Un cardo, l'emblema nazionale della Scozia.

Il cardo è l'emblema nazionale della Scozia, ed anche il simbolo della nazionale scozzese di rugby. 
"The Thistles" e anche il soprannome dato alla squadra nazionale scozzese di rugby.
Secondo la leggenda il "cardo guardiano" ha avuto un ruolo nella difesa della Scozia contro un attacco notturno dei vichinghi danesi, uno dei quali lanciò un grido di dolore dopo avere calpestato a piedi nudi un cardo selvatico, allertando così gli scozzesi che riuscirono a sconfiggere il nemico. Il motto latino Nemo me impune lacessit è un antico motto dei re di Scozia ed anche del più importante ordine cavalleresco scozzese, l'Ordine del Cardo, e delle Guardie Scozzesi.
Flower of Scotland (gael. Flùr na h-Alba) è stato utilizzato a partire dal 1990 come inno nazionale non ufficiale della Scozia. È stato scritto da Roy Williamson del gruppo folk The Corries nel 1967 e adottato dalla Scottish Rugby Union per rimpiazzare God Save the Queen. L'anno di debutto del nuovo inno coincise con il terzo Grande Slam realizzato al Cinque Nazioni. L'inno si riferisce alla vittoria degli Scozzesi, guidati da Roberto I di Scozia, sugli Inglesi di Edoardo II durante la battaglia di Bannockburn nel 1314. L'antico astio anti-inglese rispolverato dall'inno ha spinto alcuni a ritenere opportuno una sua sostituzione, tra questi l'ex allenatore della nazionale scozzese Jim Telfer.

## Abbigliamento di gioco

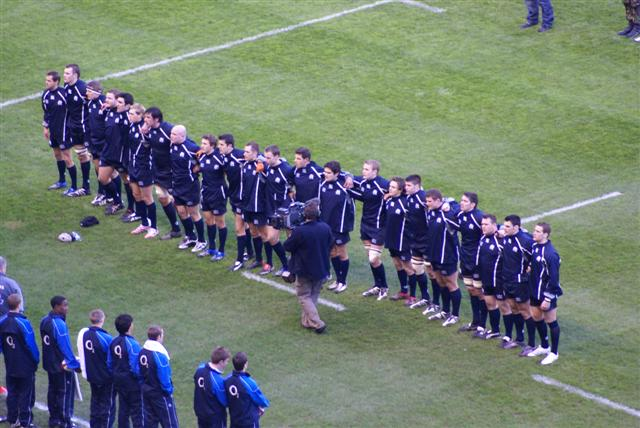
La nazionale scozzese durante l'esucuzione dell'inno.

La Scozia indossa tradizionalmente una maglia blu marina, pantaloncini bianchi e calzettoni blu, sebbene durante il Mondiale del 2011 abbia utilizzato una versione più scura con particolari oro, eliminando il bianco.
Il fornitore ufficiale dal 2013 al è l'italiana Macron, dopo che la nazionale del cardo ha interrotto il rapporto che la legava a Canterbury of New Zealand. Uno degli sponsor storici di maglia è stata dal 1990 al 2007 la marca di scotch whisky The Famous Grouse. Durante le partite giocate in Francia, dove una legge vieta la pubblicità agli alcolici in eventi sportivi, il regolare logo dello sponsor, riportato sulla maglietta e sui pantaloncini, venne sostituito dalla sigla "TFG". Lo sponsor di maglia attuale, dopo un breve periodo con Royal Bank of Scotland e poi con British Telecom, è attualmente "Peter Vardy" (vendita e noleggio di auto).
In occasione delle partite casalinghe in Scozia, in cui gli avversari indossano normalmente la prima maglia, la nazionale scozzese utilizza la seconda maglia tradizionalmente di colore bianco con calzoncini e calzettoni blu marina. Attualmente ne utilizza una versione bianca con una croce di Sant'Andrea azzurra.
Per un breve periodo la maglietta bianca fu rimpiazzata da una maglia arancione con cerchi arancione e blu sulle maniche. Questa maglia venne utilizzata la prima volta contro i New Zealand Māori il 14 novembre 1998; appena due anni dopo si tornò a utilizzare la classica maglietta bianca. Nel 2007 venne utilizzata una maglia gialla. In un'altra versione della maglia venne introdotto il porpora al tradizionale blu, con un significativo discostamento dai classici colori blu e bianco, sebbene il porpora si ispiri al fiore del cardo.

## Stadi

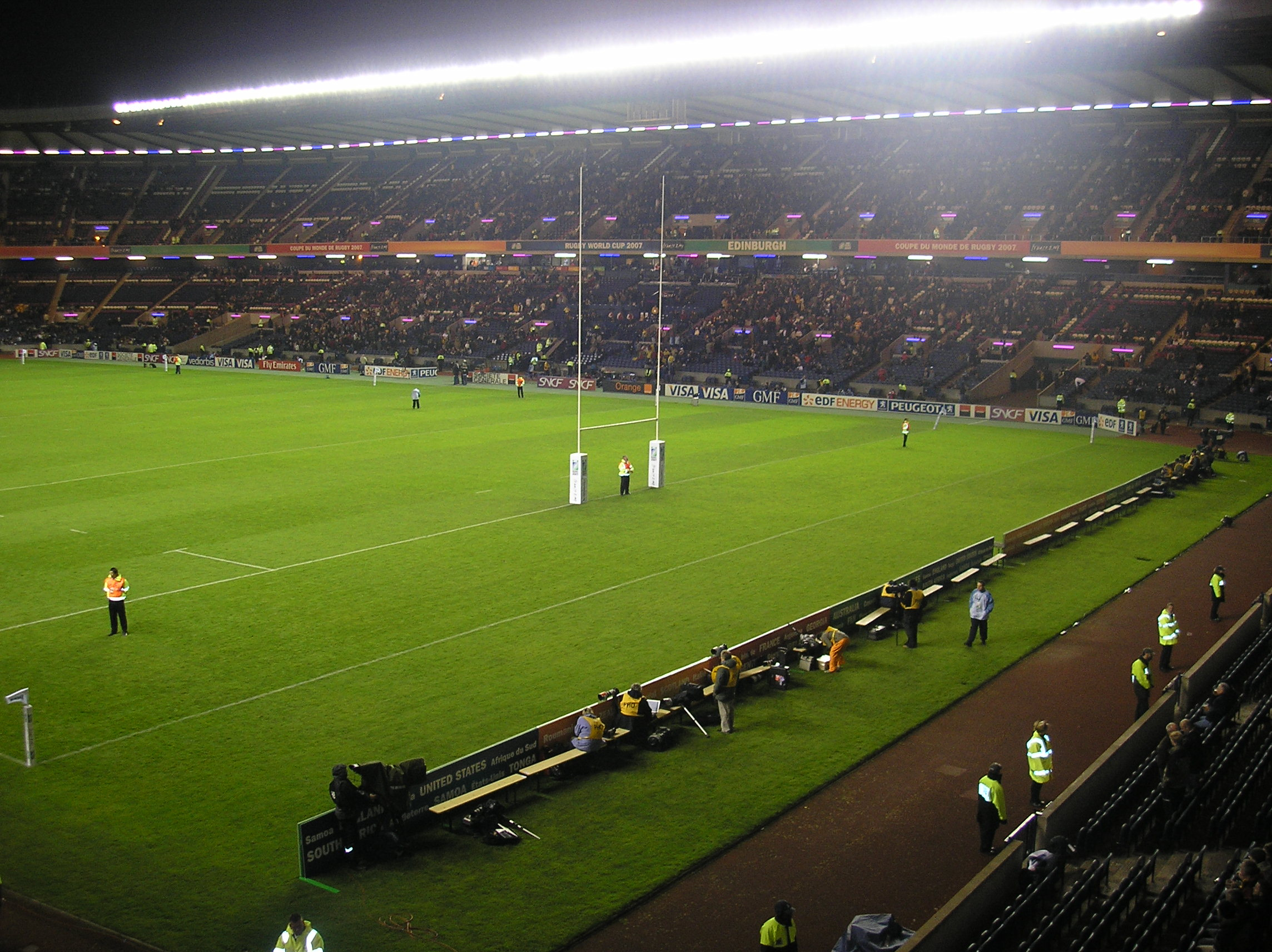
Il campo di gioco di Murrayfield.

Dal 1871 al 1925 la nazionale scozzese di rugby disputò i propri incontri internazionali casalinghi in diversi stadi prima di stabilirsi definitivamente a Murrayfield. Il primo incontro internazionale di debutto venne disputato allo stadio di Raeburn Place. Situato a Edimburgo, su questo campo il 27 marzo 1871 la Scozia sconfisse l'Inghilterra 4-1.
Costretti ad affittare differenti stadi di cricket per potere far giocare alla Scozia le partite casalinghe, la federazione scozzese di rugby (che allora si chiamava Scottish Football Union) volle risolvere una volta per tutte il problema dello stadio. La ricerca della sede opportuna durò sette anni, con l'ostilità dei comuni preoccupati per la folla di sostenitori che sarebbe giunta nei giorni delle partite. Infine, nel 1897, la federazione scozzese acquistò un terreno a Inverleith per la somma di £ 3.800, diventando la prima delle quattro federazioni britanniche a possedere uno stadio proprio. Il primo incontro casalingo nel nuovo stadio si disputò il 18 febbraio 1899 con la sconfitta 9-3 della Scozia contro l'Irlanda. Inverleith fu la sede degli incontri casalinghi della Scozia fino al 25 gennaio 1925, dato che il 21 marzo di quello stesso anno la nazionale scozzese si trasferì a Murrayfield.
Lo stadio di Murrayfield venne costruito su un terreno acquistato dalla federazione scozzese di rugby XV nel 1920 e appartenente in precedenza all'Edinburgh Polo Club. Venne inaugurato il 21 marzo 1925 ospitando davanti a 70.000 spettatori la partita tra Scozia e Inghilterra vinta 14-11 dagli scozzesi, che in questo modo si assicurarono il loro primo Grande Slam al Cinque Nazioni. Durante la seconda guerra mondiale Murrayfield fu utilizzato come deposito dalla Royal Air Force, le partite della Scozia furono temporaneamente disputate a Inverleith per due anni fino al 1944, data in cui finì la requisizione dell'esercito. Lo stadio ha ospitato fino a 104.000 spettatori durante Scozia-Galles nel 1975, ma la sua capacità è stata ridotta per motivi di sicurezza. Un sistema di riscaldamento del terreno di gioco è stato installato all'inizio del 1990 ed è divenuto operativo per la Coppa del Mondo di rugby 1991. Questo sistema permette di giocare le partite in condizioni migliori durante i mesi invernali.

## Statistiche

### Sei Nazioni
Il Sei Nazioni, che si disputa ogni anno tra i mesi di febbraio e di marzo, è l'unico torneo annuale a cui partecipa la Scozia. Vi partecipano le maggiori nazionali europee: Irlanda, Inghilterra, Francia, Scozia, Galles e Italia. Gli scozzesi prendono parte al torneo fin dalla Home Nations Championship inaugurale del 1883, quando allora la competizione comprendeva Irlanda e le tre nazionali britanniche. In seguito, nel 1910, si aggiunse la Francia e successivamente, nel 2000, anche l'Italia dando vita all'attuale Sei Nazioni. Il primo trofeo conquistato dalla Scozia fu quello del 1886 a pari merito con l'Inghilterra. L'anno successivo la nazionale scozzese vinse anche il suo primo titolo assoluto. I Grande Slam realizzati dalla Scozia sono tre: il primo venne realizzato nel 1925, il secondo nel 1984 e il terzo nel 1990. In totale la Scozia è stata campione 22 volte, 8 delle quali ex-æquo per parità di punti totalizzati in classifica (nelle passate edizioni non veniva considerata la differenza dei punti segnati come discriminante).

### Coppa del Mondo

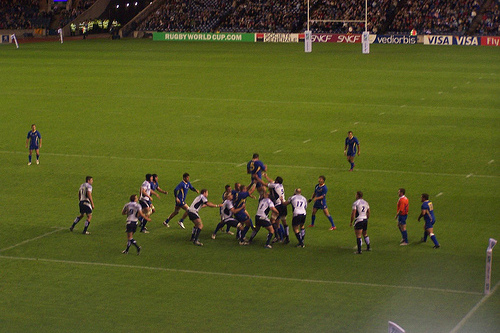
Fase di gioco durante una touche in Scozia-Romania alla Coppa del Mondo 2007.

La Scozia ha partecipato a tutte le competizioni della Coppa del Mondo di rugby disputate fin dal primo torneo tenutosi in Australia e Nuova Zelanda nel 1987. Il miglior risultato ottenuto dalla nazionale scozzese corrisponde al quarto posto. Nel 1987 la Scozia si trovò nello stesso girone di Francia, Romania e Zimbabwe. Dopo il pareggio iniziale 20-20 contro la Francia, le due successive vittorie 60-21 contro lo Zimbabwe e 55-28 contro la Romania permisero la qualificazione ai quarti di finale. Giunta ai quarti di finale, la nazionale scozzese fu eliminata dalla Nuova Zelanda che vinse 30-3. Nel 1991 la Scozia iniziò giocando in un girone che comprendeva, oltre agli scozzesi, Irlanda, Giappone e Zimbabwe. La Scozia terminò il girone a punteggio pieno, sconfiggendo 47-9 il Giappone, 51-12 lo Zimbabwe e 24-15 l'Irlanda. Approdata ai quarti di finale, la nazionale scozzese sconfisse Samoa 28-6 guadagnando le semifinali. In semifinale la Scozia perse di misura 9-6 contro l'Inghilterra, con gli inglesi che si assicurarono la vittoria grazie a un drop di Rob Andrew. Gli scozzesi dovettero così disputare la finale per il terzo posto, persa a Cardiff 13-6 contro la Nuova Zelanda. Nel 1995, dopo la fine dell'apartheid, la terza edizione della Coppa del Mondo venne ospitata dal Sudafrica. Grazie alle vittorie 89-0 contro la Costa d'Avorio e 41-5 contro Tonga, a fronte della sconfitta 22-19 contro la Francia nell'ultima partita del girone, la Scozia guadagnò l'accesso ai quarti di finale dove venne sconfitta 48-30 dagli All Blacks.
Nel 1999 le vittorie contro Uruguay e Spagna (l'altra squadra del girone era quella degli Springboks) permisero alla nazionale scozzese l'accesso a una fase di spareggio per l'approdo ai quarti di finale, che raggiunse sconfiggendo Samoa 35-20. Ai quarti di finale la Scozia venne nuovamente eliminata dagli All Blacks che vinsero 30-18. Nell'edizione del 2003 il secondo posto nella fase a gironi dietro la Francia, che terminò a punteggio pieno, valse agli scozzesi l'accesso ai quarti di finale. La Scozia giocò il suo quarto di finale contro i padroni di casa dell'Australia, venendo sconfitta dai Wallabies 33-16. Alla Coppa del Mondo 2007, con i neozelandesi irraggiungibili, la Scozia si giocò l'accesso ai quarti di finale nell'ultima partita del girone contro l'Italia. Gli Azzurri furono sconfitti 18-16, ma ai quarti di finale gli scozzesi cedettero 19-13 contro l'Argentina.
Durante la Coppa del Mondo 2011 la Scozia per la prima volta nella storia non riuscì a superare la fase a gironi, venendo eliminata da Inghilterra e Argentina. Quattro anni più tardi, dopo essersi qualificata piazzandosi al secondo posto dietro il Sudafrica nella fase a gironi, la nazionale scozzese sfiorò l'impresa di eliminare l'Australia ai quarti di finale perdendo 35-34 dopo un discutibile calcio di punizione assegnato ai Wallabies allo scadere del tempo di gioco.
| Edizione | Paese organizzatore       | Posizione        |
| -------- | ------------------------- | ---------------- |
| 1987     | Nuova Zelanda e Australia | Quarti di finale |
| 1991     | Inghilterra               | Quarto posto     |
| 1995     | Sudafrica                 | Quarti di finale |
| 1999     | Galles                    | Quarti di finale |
| 2003     | Australia                 | Quarti di finale |
| 2007     | Francia                   | Quarti di finale |
| 2011     | Nuova Zelanda             | Fase a gironi    |
| 2015     | Inghilterra               | Quarti di finale |
| 2019     | Giappone                  | Fase a gironi    |
| 2023     | Francia                   | Fase a gironi    |
| 2027     | Australia                 |                  |

### Palmarès
- Home Championship / Cinque Nazioni / Sei Nazioni: 22 (8 a pari merito)[36]
Home Championship (1883–1909, 1932–1939): 11
Assoluta: 9 (1887, 1891, 1895, 1901, 1903, 1904, 1907, 1933, 1938)
Ex æquo: 2 (1886, 1890)
Cinque Nazioni (1910–1931, 1947–1999): 11
Assoluta: 5 (1925, 1929, 1984, 1990, 1999)
Ex æquo: 6 (1920, 1926, 1927, 1964, 1973, 1986)
  - Grande Slam: 3 (1925, 1984, 1990)
  - Triple Crown: 10 (1891, 1895, 1901, 1903, 1907, 1925, 1933, 1938, 1984, 1990)

## Giocatori

### Squadra attuale
Quella che segue è la rosa di 33 giocatori convocata per la Coppa del Mondo di rugby 2023.

### Giocatori celebri
Quattro ex giocatori della Scozia sono stati introdotti nella International Rugby Hall of Fame:
- Andy Irvine[38]
- Gordon Brown[39]
- Gavin Hastings[40]
- Ian McGeechan[41]

Ian McGeechan è stato introdotto anche nella IRB Hall of Fame insieme a Bill Maclagan nel 2009, oltre a Gavin Hastings introdotto nella medesima Hall of Fame nel 2013. Un altro giocatore scozzese introdotto nella IRB Hall of Fame è Ned Haig, indotto nel 2008 insieme al Melrose RFC come riconoscimento per l'invenzione del rugby a 7.
Altri giocatori celebri con un congruo numero di presenze, tra cui capitani della Scozia e internazionali che hanno giocato anche con i British and Irish Lions, sono i seguenti (tra parentesi gli anni in cui hanno giocato con la nazionale):
| - Gary Armstrong (1988-1999) - John Bannerman (1921-1929) - Mike Blair (2002-2012) - Gordon Bulloch (1997-2005) - Sandy Carmichael (1967-1978) - Craig Chalmers (1989-1999) - Damian Cronin (1988-1998) - Colin Deans (1978-1987) - Doug Elliot (1947-1954) | - Stuart Grimes (1997-2005) - Scott Hastings (1986-1997) - John Jeffrey (1984-1991) - Roy Laidlaw (1980-1988) - Kenny Logan (1992-2003) - George MacPherson (1922-1932) - Hugh McLeod (1954-1962) - Iain Milne (1979-1990) | - Mark Morrison (1896-1904) - Scott Murray (1997-2007) - Chris Paterson (1999-2011) - Bryan Redpath (1993-2003) - Jim Renwick (1972-1984) - John Rutherford (1979-1987) - Wilson Shaw (1934-1939) - Ian Smith (1924-1933) | - Tom Smith (1997-2005) - David Sole (1986-1992) - Simon Taylor (2000-2009) - Alan Tomes (1976-1987) - Gregor Townsend (1993-2003) - Doddie Weir (1990-2000) - Derek White (1982-1992) - Jason White (2000-2009) |  |

### Statistiche individuali

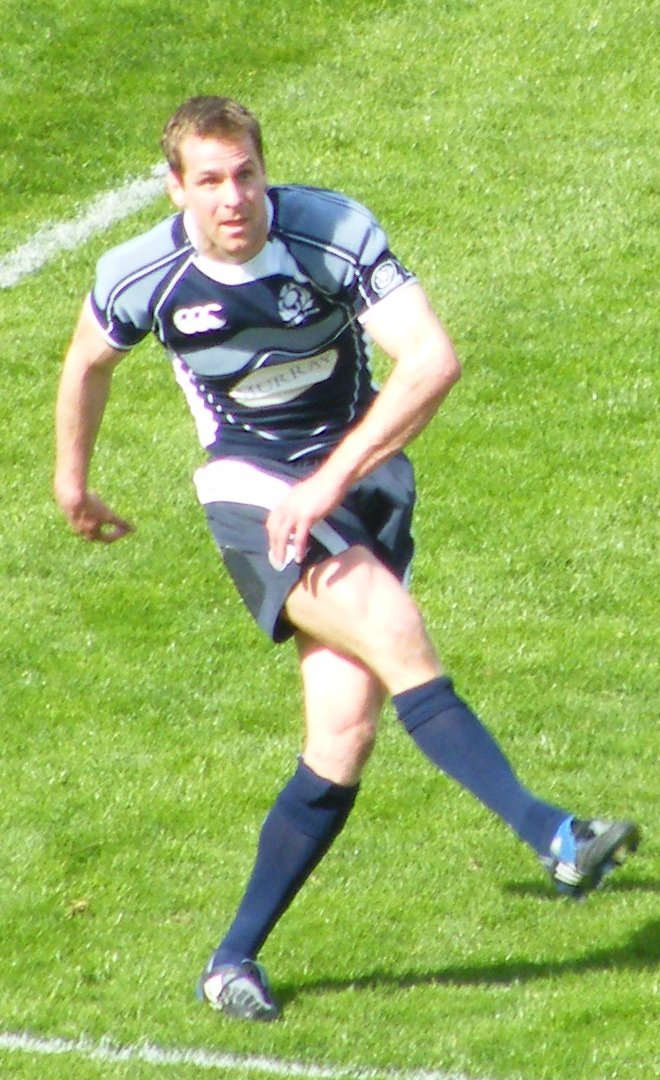
Chris Paterson, il nazionale scozzese che ha collezionato il maggior numero di presenze e che vanta anche il maggior numero di punti segnati.

#### Presenze in nazionale
Di seguito è elencata una lista di giocatori con il maggior numero di presenze in nazionale, aggiornata al 22 febbraio 2025. In grassetto sono indicati i giocatori ancora in attività. Il record è attualmente detenuto da Chris Paterson con 109 presenze.
1. Ross Ford - 110
2. Chris Paterson - 109
3. Sean Lamont - 105
4. Stuart Hogg - 100
5. Scott Murray - 87
6. Mike Blair - 85
7. Finn Russell - 85

#### Mete realizzate
Il maggior numero di mete in incontri ufficiali della nazionale scozzese (32) sono state realizzate da Duhan van der Merwe. In grassetto sono indicati i giocatori ancora in attività. La lista che segue è aggiornata al 8 marzo 2025.
1. Duhan van der Merwe - 32
2. Darcy Graham - 30
3. Stuart Hogg - 27
4. Ian Smith - 24
5. Tony Stanger - 24
6. Huw Jones - 23
7. Chris Paterson - 22

#### Punti realizzati
Chris Paterson, con 809 punti, è il nazionale scozzese che ha realizzato il maggior numero di punti totali. Il maggior numero di punti realizzati in un singolo incontro spetta a Gavin Hastings, che ne ha realizzati 44 nella partita contro la Costa d'Avorio durante la Coppa del Mondo di rugby 1995. In grassetto sono indicati i giocatori ancora in attività. La lista che segue è aggiornata al 8 marzo 2025.
1. Chris Paterson - 809
2. Gavin Hastings - 667
3. Greig Laidlaw - 557
4. Finn Russell - 425
5. Andy Irvine - 273
6. Dan Parks - 266
7. Kenny Logan - 220

## Allenatori
Gli allenatori stranieri nominati dalla Scozia sono molto rari, sebbene negli anni più recenti due selezionatori, compreso l'attuale, provengano dall'estero. Il primo di questi è l'australiano Matt Williams, licenziato agli inizi del 2005 e sostituito dallo scozzese Frank Hadden. Hadden, in precedenza allenatore degli Edinburgh Gunners, fu nominato allenatore ad interim per due incontri internazionali vincendoli entrambi. Venne ufficialmente nominato come allenatore nell'autunno 2005 e mantenne il suo posto fino al 2 aprile 2009, essendogli stato fatale il secondo deludente Sei Nazioni consecutivo con una sola vittoria ottenuta.
Il 4 giugno 2009 venne nominato allenatore l'inglese Andy Robinson. Robinson non era tuttavia estraneo al rugby scozzese, essendo stato in precedenza allenatore dell'Edinburgh Rugby ed avendo allenato la nazionale A della Scozia prima di essere promosso come selezionatore della nazionale maggiore. Dopo essersi dimesso alla fine del 2012, Scott Johnson assunse l'incarico ad interim in attesa che il neozelandese Vern Cotter si liberasse dagli impegni di club con il Clermont nel giugno 2014.
Allenatori degni di nota, ed anche ex giocatori, furono Ian McGeechan e Jim Telfer.
Quella che segue è una lista di tutti gli allenatori della nazionale scozzese fin dalla prima nomina di Bill Dickinson da parte della RSU nel 1971.
| - Bill Dickinson 1971–1977 - Nairn McEwan 1977–1980 - Jim Telfer 1980–1985 - Derrick Grant 1986–1988 - Ian McGeechan 1988–1993 - Jim Telfer 1994–1999 - Ian McGeechan 2000–2003 - Matt Williams 2003–2005 - Frank Hadden 2005–2009 - Andy Robinson 2009–2012 - Scott Johnson 2013–2014 - Vern Cotter 2014–2017 - Gregor Townsend 2017– |

## I tour
La nazionale scozzese ha cominciato a recarsi in tour all'estero piuttosto tardi. Il primo tour ufficiale fu il tour in Sudafrica del 1960. La prima visita in Australia venne effettuata durante il tour del 1970, mentre la Scozia giocò per la prima volta in Nuova Zelanda in occasione del tour del 1975. Durante il tour del 1982 la Scozia ottenne la prima storica vittoria in Australia sconfiggendo i Wallabies 12-7.